# Pavlovice u Přerova
Pour les articles homonymes, voir Pavlovice.
Pavlovice u Přerova (en allemand : Paulowitz bei Prerau) est une commune du district de Přerov, dans la région d'Olomouc, en République tchèque. Sa population s'élevait à 719 habitants en 2020.

## Géographie
Pavlovice u Přerova se trouve à 7,2 km à l'est-nord-est de Přerov, à 28 km au sud-est d'Olomouc et à 237 km à l'est-sud-est de Prague.
La commune est limitée par Sušice et Hlinsko au nord, par Šišma à l'est, par Hradčany au sud, et par Podolí, Tučín à l'ouest, et par Radslavice au nord-ouest.

## Histoire
La première mention écrite de la localité date de 1349.

## Transports
Par la route, Pavlovice u Přerova se trouve à 9,5 km de Přerov, à 32 km d'Olomouc et à 298 km de Prague.